# Triplax
Triplax é um género de coleópteros da família Erotylidae.
Segundo Boyle (1962) e Goodrich & Skelley (1997), existem 18 espécies deste género na América, a Norte do México.
Podem ser encontrados em associação com fungos, nomeadamente Inonotus spp. e Pleurotus spp..
O sítio ZipcodeZoo identifica 51 espécies e subespécies neste género.

## Espécies
Lista de espécies:
- Triplax alachuae Boyle, 1956
- Triplax californica LeConte, 1854
- Triplax cuneata Boyle, 1954
- Triplax dissimulator (Crotch, 1873)
- Triplax errans Boyle, 1956
- Triplax festiva Lacordaire, 1842
- Triplax flavicollis Lacordaire, 1842
  - Imagem:
- Triplax frontalis Horn, 1862
- Triplax frosti Casey, 1924
- Triplax lacensis Boyle, 1954
- Triplax macra LeConte, 1854
- Triplax marcescens Boyle, 1954
- Triplax mesosternalis Schaeffer, 1905
- Triplax microgaster Boyle, 1954
- Triplax puncticeps Casey, 1916
- Triplax thompsoni Boyle, 1962
- Triplax thoracica Say, 1825
- Triplax wehrlei Boyle, 1954

Outras
- Triplax andreinii Pic, 1930
- Triplax antica LeConte, 1861
- Triplax canalicollis Lewis
- Triplax cyanescens Bedel, 1868
- Triplax devia Lewis
- Triplax discicollis Lewis, 1887
- Triplax emgei Reitter, 1885
- Triplax macclurei
- Triplax rudis Reitter, 1887